# 龍渓駅 (大邱広域市)
座標: 北緯35度52分34.6秒 東経128度40分53秒 / 北緯35.876278度 東経128.68139度
龍渓駅（ヨンゲえき）は、大韓民国大邱広域市東区にある大邱交通公社1号線の駅である。駅番号は141。

## 駅構造
相対式ホーム2面2線の地下駅。
のりば
| ●1号線 | 東大邱駅・大邱駅・半月堂・舌化椧谷方面 |
| ●1号線 | 栗下・新基・半夜月・安心方面           |

## 利用状況
| 路線   | 乗車人員 | 乗車人員 | 乗車人員 | 乗車人員 | 乗車人員 | 乗車人員 | 乗車人員 | 乗車人員 | 乗車人員 | 乗車人員 | 乗車人員 | 乗車人員 | 乗車人員 |
| 路線   | 1997年   | 1998年   | 1999年   | 2000年   | 2001年   | 2002年   | 2003年   | 2004年   | 2005年   | 2006年   | 2007年   | 2008年   | 2009年   |
| ------ | -------- | -------- | -------- | -------- | -------- | -------- | -------- | -------- | -------- | -------- | -------- | -------- | -------- |
| ●1号線 | 未開通   | 1012人   | 1449人   | 未公開   | 2049人   | 2215人   | 1098人   | 1973人   | 1941人   | 2258人   | 2241人   | 2195人   | 2132人   |

## 駅周辺
- 新坪洞 セマウル金庫
- 半夜月農協龍渓支所
- アーバンベクジャマンション
- 江辺洞セマウル
- 龍渓治安センター
- 朝日工業高等学校
- 新坪洞
- 半夜月セマウル金庫2洞本所
- 安心2洞住民センター
- 東大邱ジャンクション

## 歴史
- 1998年5月2日 - 開業。

## 隣の駅
大邱交通公社
●1号線
芳村駅 (140) - 龍渓駅 (141) - 栗下駅 (142)